# 24H Series
Die 24H Series ist eine Langstrecken-Meisterschaft im Motorsport. Das Highlight der Saison ist der Auftakt die 24 Stunden von Dubai. In der Meisterschaft treten GT-Fahrzeuge, Tourenwagen und seit 2017 auch Prototypen an. Organisiert wird die Serie von Creventic, die aus den Niederlanden stammen. An den meisten Rennen dürfen alle Fahrzeugklassen teilnehmen, an einigen aber nur bestimmte wie bei den 24 Stunden von Barcelona, bei dem nur Tourenwagen und Gran Turismos teilnehmen dürfen. Alle Klassen werden mit einer Team- und einer Fahrerwertung ausgezeichnet. Alle Rennen werden live auf YouTube übertragen.

## Rennkalender
| 2010                  | 2011                     | 2012                     | 2013                     | 2014                     | 2015                       | 2016                       | 2017                         | 2018                       |
| --------------------- | ------------------------ | ------------------------ | ------------------------ | ------------------------ | -------------------------- | -------------------------- | ---------------------------- | -------------------------- |
| 24 Stunden von Dubai  | 24 Stunden von Dubai     | 24 Stunden von Dubai     | 24 Stunden von Dubai     | 24 Stunden von Dubai     | 24 Stunden von Dubai       | 24 Stunden von Dubai       | 3×3 Stunden von Dubai        | 3×3 Stunden von Dubai      |
| 12 Stunden von Ungarn | 12 Stunden von Ungarn    | 24 Stunden von Barcelona | 12 Stunden von Ungarn    | 12 Stunden von Mugello   | 12 Stunden von Zandvoort   | 12 Stunden von Mugello     | 24 Stunden von Dubai         | 24 Stunden von Dubai       |
|                       | 24 Stunden von Barcelona |                          | 24 Stunden von Barcelona | 12 Stunden von Zandvoort | 12 Stunden von Mugello     | 24 Stunden von Silverstone | 12 Stunden von Mugello       | 12 Stunden von Silverstone |
|                       |                          |                          |                          | 24 Stunden von Barcelona | 24 Stunden von Paul Ricard | 12 Stunden von Zandvoort   | 24 Stunden von Silverstone   | 24 Stunden von Silverstone |
|                       |                          |                          |                          | 12 Stunden von Ungarn    | 24 Stunden von Barcelona   | 24 Stunden von Paul Ricard | 12 Stunden vom Red Bull Ring | 12 Stunden von Navarra     |
|                       |                          |                          |                          |                          | 12 Stunden von Brno        | 24 Stunden von Barcelona   | 12 Stunden von Magny-Cours   | 12 Stunden von Imola       |
|                       |                          |                          |                          |                          |                            | 12 Stunden von Brno        | 24 Stunden von Paul Ricard   | 3×3 Stunden von Portimao   |
|                       |                          |                          |                          |                          |                            |                            | 12 Stunden von Imola         | 24 Stunden von Portimao    |
|                       |                          |                          |                          |                          |                            |                            | 24 Stunden von Misano        | 24 Stunden von Barcelona   |
|                       |                          |                          |                          |                          |                            |                            | 24 Stunden von Portimao      | 12 Stunden von Spa         |
|                       |                          |                          |                          |                          |                            |                            | 24 Stunden von Barcelona     | 3×3 Stunden von COTA       |
|                       |                          |                          |                          |                          |                            |                            | 2×5 Stunden von Spa          | 24 Stunden von COTA        |
|                       |                          |                          |                          |                          |                            |                            | 12 Stunden von Spa           |                            |
|                       |                          |                          |                          |                          |                            |                            | 24 Stunden von COTA          |                            |

## Meister in allen Klassen

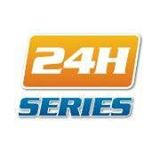
Das Logo der Rennserie

| Klasse      | 2015                                                 | 2015                           | 2016                                                             | 2016                     |
| Klasse      | Fahrer                                               | Team                           | Fahrer                                                           | Team                     |
| ----------- | ---------------------------------------------------- | ------------------------------ | ---------------------------------------------------------------- | ------------------------ |
| A6          | Thomas Jäger Tom Onslow-Cole                         | Ram Racing                     | Christiaan Frankenhout Kenneth Heyer Chantal Kroll Michael Kroll | Hofor-Racing             |
| SPX         | Nicht ausgeschrieben                                 | Nicht ausgeschrieben           | Martin Hald Gøtsche Nanna Hald Gøtsche Klaus Werner              | Artthea Sport            |
| 997         | Gabriel Abergel Patrice Lafargue Paul Lafargue       | Ruffier Racing                 | Nicht ausgeschrieben                                             | Nicht ausgeschrieben     |
| 991         | Nicht ausgeschrieben                                 | Nicht ausgeschrieben           | Stephen Borness Kim André Hauschild                              | HRT Performance          |
| SP2         | James Kaye Peter Leemhuis                            | MARC Cars Australia 1          | Jean-François Demorge Pascal Gibon                               | Speedlover               |
| SP3         | John Gillbert Devon Modell                           | Speedworks Motorsport 2        | Bob Herber                                                       | JR Motorsport            |
| TCR         | Nicht ausgeschrieben                                 | Nicht ausgeschrieben           | Nabil Moutran Ramzi Moutran Sami Moutran Phil Quaife             | Memac Ogilvy Duel Racing |
| A5          | Chantal Kroll Michael Kroll Bernd Küpper             | Hofor-Kuepperracing            | Nicht ausgeschrieben                                             | Nicht ausgeschrieben     |
| D2          | Nick Barrow Tom Barrow Jamie Morrow                  | Saxon Motorsport               | Nicht ausgeschrieben                                             | Nicht ausgeschrieben     |
| A3          | Nabil Moutran Ramzi Moutran Sami Moutran Phil Quaife | Memac Ogilvy Duel Racing       | Guillaume Roman Stéphane Ventaja                                 | Team Altran Peogeot      |
| CUP1        | Gustav Engljähringer                                 | Bonk Motorsport                | Jimmy de Breucker                                                | DUWO Racing              |
| A2          | Luigi Stanco Stefan Tanner                           | presenza.eu Racing Team Clio 1 | Jan Engelbrecht Jacob Kristensen Jens Mølgaard                   | Team K-Rejser            |
| D1          | László Csuti Witold Elekfy Norbert Nagy              | RCM Motorsport                 | Nicht ausgeschrieben                                             | Nicht ausgeschrieben     |
| Gesamt      | Chantal Kroll                                        | Hofor-Kuepperracing            | Guillaume Roman Stéphane Ventaja                                 | Team Altran Peogeot      |
| Ladies' Cup | Chantal Kroll                                        | Hofor-Kuepperracing            | Chantal Kroll                                                    | Hofor-Racing             |
| Rookies     | Nicht ausgeschrieben                                 | Nicht ausgeschrieben           | Max Edelhoff                                                     | Nicht ausgeschrieben     |